# Бадаани
Бадаани (груз. ბადაანი) — село в Грузии, на территории Тианетского муниципалитета края (мхаре) Мцхета-Мтианети.

## География
Село находится в центральной части Грузии, на западном склоне Гомборского хребта, на расстоянии приблизительно 17 километров (по прямой) к юго-востоку от посёлка городского типа Тианети, административного центра муниципалитета. Абсолютная высота — 1195 метров над уровнем моря.

## Население
По результатам официальной переписи населения 2014 года в Бадаани проживало 8 человек (4 мужчины и 4 женщины). В национальной структуре населения грузины составляли 100 %.
| Год  | Население, человек |
| ---- | ------------------ |
| 2002 | 12                 |
| 2014 | ↘ 8                |